# Halloween (2018)
Halloween ist ein US-amerikanischer Horrorfilm und eine direkte Fortsetzung zu Halloween – Die Nacht des Grauens aus dem Jahr 1978. Es ist der elfte Teil des Halloween-Franchise, der jedoch alle vorherigen Fortsetzungen ignoriert. Der Film feierte am 8. September 2018 auf dem Toronto International Film Festival Premiere und startete am 25. Oktober 2018 in den US-amerikanischen und deutschen Kinos.

## Handlung
Seit er an Halloween vor 40 Jahren in der Kleinstadt Haddonfield, Illinois ein Blutbad anrichtete, bei dem drei Menschen ums Leben kamen, ist Michael Myers im „Smith´s Grove Warren County Sanatorium“ inhaftiert. Dort besuchen ihn die Journalisten Aaron Korey und Dana Haines, um mehr über seinen Fall zu erfahren. Dr. Sartain, Michaels Psychologe, führt die beiden zu ihm. Als Korey Michaels von der Staatsanwaltschaft konfiszierte Maske hervorholt, die er bei seinen Morden an Halloween 1978 trug, zeigt dieser allerdings kaum Reaktion.
Daraufhin fahren Korey und Haines zu Laurie Strode, die Michaels Mordserie an Halloween 1978 überlebte und aufgrund der Ereignisse vor 40 Jahren psychisch schwer gezeichnet ist. Sie lebt einsam auf einer Ranch, auf der sie sich und ihre Tochter Karen auf ein mögliches Wiedersehen mit Michael trainiert hat. Man erfährt jedoch, dass Karen ihr im Alter von zwölf Jahren vom Jugendamt weggenommen wurde und die beiden ein zerrüttetes Verhältnis führen. Karen ist mittlerweile ebenfalls Mutter einer Tochter, Allyson, die am Halloween-Abend mit ihrem neuen Freund Cameron auf einer Party eingeladen ist. Für das Exklusivinterview gibt das investigative Journalisten-Duo der ergrauten Frau sogar 3.000 Dollar. Ohne Korey und Haines viel preiszugeben, fordert Laurie die beiden auf wieder zu gehen.
In der Nacht vor Halloween soll Michael in ein anderes Gefängnis verlegt werden, doch der Bus, in dem er und Dr. Sartain sich befinden, verunglückt, da Michael den Fahrer angreift. Michael tötet zunächst einen Polizisten und später einen Mann und dessen Sohn und stiehlt deren Auto, während Dr. Sartain verletzt überlebt. Am nächsten Tag bringt Michael an einer Tankstelle das dortige Personal um und erhält so seinen charakteristischen Overall, ehe er Korey und Haines auf der Toilette ermordet und seine Maske an sich nimmt. In Haddonfield angekommen, beginnt Michael am Halloween-Abend eine wahllose Mordserie, der auch die Babysitterin Vicky, welche eine Freundin von Allyson ist, und ihr Freund Dave zum Opfer fallen. Am Tatort begegnen sich erstmals Laurie Strode und Dr. Sartain. In einem Gespräch, umgeben von dem blinkenden Blaulicht der Polizeiautos, verrät Strode dem Psychiater, jede Nacht dafür zu beten, Michael Myers möge aus dem psychiatrischen Gefängnis ausbrechen, damit Laurie Strode den Serienkiller endlich umbringen könne.
Derweil erwischt Allyson auf der Party Cameron dabei, wie er sie betrügt, und trennt sich auf der Stelle von ihm. Sie und Oscar, ein Freund Camerons, machen sich auf den Heimweg und werden dort von Michael angegriffen, der Oscar dabei tötet. Allyson entkommt und wird von Officer Frank Hawkins, der in der Mordnacht an Halloween vor 40 Jahren Michael verhaftete, und Dr. Sartain mitgenommen. Auf dem Weg begegnet ihnen Michael und sie überfahren ihn. Als Hawkins und Dr. Sartain aussteigen, um sich zu vergewissern, ob Michael wirklich tot ist, sticht Dr. Sartain unerwartet mit einem langen Skalpell dem Officer in die Halsschlagader und verletzt ihn mit mehreren weiteren Stichen schwer. In diesem Augenblick fühlt sich der Psychiater in das morbide Seelenleben seines entflohenen Patienten ein und kann die Mordlust von Michael Myers nachvollziehen. „So fühlt es sich also an“, spricht Psychologe Dr. Sartain, der sogar für einen kurzen Moment die bleiche Maske von Michael aufsetzt, leise zu sich selbst. Er zerrt den bewusstlosen Michael zu dem in Panik geratenden Mädchen Allyson ins Polizeiauto, setzt sich hinter das Steuer und will ihn für „ein Wiedersehen“ an einen bestimmten Ort bringen. Während der Weiterfahrt stellt Dr. Sartain die Vermutung auf, dass ein übermenschlicher Jagdtrieb Michael Myers am Leben hält und sämtliche Angriffe und Attacken überstehen lässt. Getrieben von dem bohrenden Drang, seine Gegenspielerin Laurie Strode ermorden zu wollen. Demnach sei Michael von dem Gefühl des Jagens und der Angst des Gejagt werdens völlig besessen. In einer unkontrollierten Umgebung will Dr. Sartain, der seinen Patienten noch nie ein Wort hat sprechen hören, weiter studieren und verstehen, „wie der Geist des Bösen funktioniert“. Plötzlich kommt jedoch Michael Myers wieder zu sich und tritt auf der Rückbank heftig gegen den Fahrersitz, womit er Dr. Sartain mehrmals gegen das Lenkrad schlägt und schließlich tötet. Zwei zusätzlich eintreffende Polizisten bringt er ebenfalls hinterhältig um. Danach setzt Michael seinen Streifzug durch die Nacht fort. Allyson kann ihm erneut entkommen und rennt durch einen Wald zu Lauries Haus, in dem sich Laurie, Karen und Karens Ehemann Ray bereits verschanzt haben.
Michael erreicht das Haus vor Allyson. Dort tötet er zunächst Ray. Anschließend betritt er das Haus, in dem ein Kampf zwischen Laurie und Michael entbrennt, in dessen Verlauf Allyson im Haus ankommt und sich mit ihrer Mutter Karen zusammen im Keller unter der Küche versteckt. Es zeigt sich, dass das umgebaute Wohnhaus von Laurie Strode einer Festung gleicht. Überwachungskameras übertragen das Geschehen rund um das Haus auf kleine Bildschirme. In dem geheimen Panikraum unter der Küche lagert Laurie Strode nicht nur eingemachtes Obst, sondern besitzt dort unten auch einen Waffenschrank mit zahlreichen Gewehren, Revolvern und einer Armbrust. Zusätzlich lassen sich etliche Räume in dem Haus, auf dessen Dach vier Flutlichter installiert sind, um den Vorgarten in der Nacht taghell beleuchten zu können, mit herabfallenden Metalltüren sichern. Als Eindringling Michael den unter einer drehbaren Küchenkommode versteckten Eingang des Schutzraums offenlegt, wird er von den drei Frauen die Treppe hinuntergestoßen und dort eingesperrt. Mithilfe von Gas, das sie durch mehrere Rohre in den unterirdischen Schutzraum, den man mit ausfahrbaren Gitterstäben auch in ein Gefängnis umfunktionieren kann, strömen lässt, steckt Laurie den Keller und den Rest des Hauses mit einer roten Fackel in Brand. Bevor Laurie ihren Widersacher in Flammen aufgehen lässt, entgegnet sie ihm: „Leb' wohl, Michael!“ Daraufhin verlassen die drei Frauen das brennende Haus und werden von einem Transporter mitgenommen.
Am Ende des Abspanns ist Michaels charakteristisches Atmen zu hören.

## Dreharbeiten und Produktion
Ursprünglich plante man unter dem Arbeitstitel „Halloween Returns“ eine direkte Fortsetzung des zweiten Films Halloween II – Das Grauen kehrt zurück (1981), der inhaltlich alle Filme danach ignoriert hätte. Im Februar 2017 gab John Carpenter allerdings persönlich über seinen offiziellen Facebook-Account bekannt, dass er als Creative Consultant an einem neuen Halloween-Film arbeite. Wie sich herausstellte, ignoriert dieser wiederum alle Ereignisse seit dem Originalfilm und stellt somit eine direkte Fortsetzung des ersten Teils dar.
Die Dreharbeiten des Films fanden größtenteils vom 13. Januar 2018 bis zum 19. Februar 2018 in Charleston, South Carolina statt. Die Reaktionen auf die erste Testvorführung des Films veranlassten die Filmemacher dazu, am 11. Juni 2018 ebenda eine neue Endszene zu drehen. Der Film wurde von Blumhouse Productions, Miramax, Rough House Pictures und Trancas International Films produziert.

## Einordnung in die Filmreihe
Dass dieser Film keine Fortsetzung des achten Teils (Halloween: Resurrection (2002)) der ursprünglichen Halloween-Filmreihe ist, hat den Grund, dass Drehbuchautor Danny McBride darauf drängte, die übrige Geschichte zu streichen, da es weniger spannend und zu berechenbar sei, wenn Michael Myers als Bruder von Laurie Strode stets versucht, lediglich seine Familienmitglieder zu ermorden. Für die Halloween-Reihe ist dies nicht unüblich. Bereits Halloween III (1982) stellte einen Standalone-Film dar, der keinerlei Verweis auf die Vorgänger besaß. Halloween H20 (1998) ignorierte wiederum alle Ereignisse nach dem zweiten Teil. In dem Film Halloween von 2018 wird nicht wie in vorangegangenen Filmen erwähnt, dass Laurie Strode die leibliche jüngere Schwester von Serienmörder Michael Myers ist. Lediglich ein jugendlicher Freund von Enkeltochter Allyson Nelson stellt zu Beginn des Films die Frage: „War das nicht ihr Bruder, der die ganzen Teenager kaltblütig ermordet hat?“ Das Mädchen Allyson verneint diese Frage und erläutert, dass es sich dabei um ein Gerücht der Öffentlichkeit handele. Ansonsten spricht der Film in Bezug auf Michael Myers, den man in den ersten 40 Filmminuten von hinten und vage von vorne ohne Vermummung sieht, bis er wieder seine beschlagnahmte weiße Maske aufsetzt, mehrfach von „der schwarze Mann“. Dass die beiden Figuren Michael Myers und Laurie Strode in einer engen verwandtschaftlichen Beziehung stehen, deutet jedoch das Handlungsdetail hin, dass Laurie Strode sich während des Showdowns von ihrem Peiniger mit dem versöhnlich klingenden Satz „Leb' wohl, Michael!“ verabschiedet, wenn sie ihn mit der roten Fackel im Keller in Brand steckt.

## Synchronisation
Die deutsche Synchronisation entstand nach einem Dialogbuch von Hannes Maurer unter der Dialogregie von Maurer und Marius Clarén im Auftrag der FFS Film- & Fernseh-Synchron GmbH Berlin.
| Rollenname      | Schauspieler     | Synchronsprecher  |
| --------------- | ---------------- | ----------------- |
| Laurie Strode   | Jamie Lee Curtis | Karin Buchholz    |
| Karen           | Judy Greer       | Tanja Geke        |
| Allyson         | Andi Matichak    | Daniela Molina    |
| Officer Hawkins | Will Patton      | Erich Räuker      |
| Vicky           | Virginia Gardner | Victoria Frenz    |
| Ray             | Toby Huss        | Frank Röth        |
| Dave            | Miles Robbins    | Philip Süß        |
| Dr. Sartain     | Haluk Bilginer   | Axel Lutter       |
| Aaron Korey     | Jefferson Hall   | Björn Schalla     |
| Cameron Elam    | Dylan Arnold     | Sebastian Fitzner |
| Sheriff Barker  | Omar J. Dorsey   | Matti Klemm       |
| Stanford        | Davol Garrett    | Jannik Endemann   |
| Dr. Sam Loomis  | Colin Mahan      | Kaspar Eichel     |

## Rezeption

### Kritiken
Halloween konnte 79 % der Kritiker auf Rotten Tomatoes überzeugen und erhielt auf Metacritic einen Metascore von 67 von 100 möglichen Punkten.
Mark Kermode von The Guardian beschreibt Halloween als einen gut verpackten modernen Slasher-Film, der eine Balance zwischen schrägem Humor, Genre-Verweisen, blutigen FSK-18-Momenten und effizient ausgeführten Showdowns herstelle. Während man die ikonische Maske von Michael Myers geschickt gealtert habe, erzeuge das „pure Böse“ in Myers’ Handeln ein seltsames, nicht nachzumachendes Retro-Gefühl. Außerdem habe man Schlüsselszenen des ersten Teils geschickt umgekehrt. So inszeniere und verflechte man Laurie, die ein „Racheengel“ sei, und Michael als wechselnde Spiegelbilder von Jäger und Gejagtem. Als Fazit zieht Kermode, es lasse sich darüber streiten, ob Halloween wirklich gruselig sei. Allerdings sei es beruhigend, dass ein Mann in einer Maske immer noch beim Publikum ankomme.
Peter Travers vom Rolling Stone hebt die Entwicklung der von Jamie Lee Curtis gespielten Laurie Strode positiv hervor. Aus dem naiven Mädchen werde eine Frau voller Gefühle wie Verlust, Bedauern und Trennung, aber auch Wildheit. Dadurch vertiefe man die Menschlichkeit der Rolle, ohne dass man ihre Entschlossenheit verringere. Curtis’ Darstellung sei ein „wildes Gebrüll“, das aber auch auf kleine Nuancen achte. Negativ wird von Travers hervorgehoben, dass David Gordon Green zu sehr auf Gewalt im Stile der Saw-Filme setze und den satirischen Biss eines Get Out vermissen lasse, wobei die Handlung der des Vorgängers sehr ähnle.
Daniel Krüger vom Musikexpress hebt die Entscheidung, alle Fortsetzungen von Halloween – Die Nacht des Grauens zu ignorieren, positiv hervor, da man so den Film auf ein Minimum an Figuren und Handlung reduzieren konnte. Jamie Lee Curtis spiele ihre Rolle der Laurie Strode herrlich fanatisch, wobei „der Clou […] dabei die fehlende Angst des Opfers vor ihrem Peiniger“ sei. Außerdem lobt Krüger die gelungene Bildästhetik und den Verzicht auf Jump-Scares, die vor allem in einer langen, schnittlosen Szene, in der in „wenigen Minuten […] die Kaltblütigkeit und die Humorlosigkeit des berühmten Killers auf den Punkt gebracht“ werden, großartig umgesetzt seien. Als Fazit zieht Krüger, der Film sei zwar sehr vorhersehbar, „aber zumindest lustvoll genug umgesetzt“.

### Einspielergebnis
Am Startwochenende konnte Halloween mit einem Einspielergebnis von 77,5 Millionen US-Dollar im nordamerikanischen Raum auf Platz 1 der US-amerikanischen Kino-Charts gelangen. Dadurch konnte er den zweitbesten Kinostart eines Horrorfilms, den zweitbesten Kinostart im Monat Oktober, den besten Kinostart eines Films mit einer weiblichen Hauptrolle über 55 Jahren und den besten Kinostart innerhalb der Filmreihe markieren. Auch am zweiten Wochenende konnte der Film Platz 1 der US-Charts erreichen und mit einem Einspielergebnis von 32 Millionen US-Dollar die 100-Millionen-Dollar-Marke im nordamerikanischen Raum überspringen. In Deutschland setzte sich Halloween an seinem Startwochenende mit 325.000 Besuchern an die Spitze der Kino-Charts, wobei der Film drei Millionen Euro einspielte. Die weltweiten Einnahmen belaufen sich bisher auf 253,69 Millionen US-Dollar, von denen er allein 159,34 Millionen im nordamerikanischen Raum einspielen konnte. In Deutschland verzeichnete der Film bisher 1.084.208 Besucher.

### Auszeichnungen
Critics’ Choice Movie Awards 2019
- Nominierung als Bester Sci-Fi- oder Horrorfilm[20]

Golden Trailer Awards 2019
- Nominierung für das Beste Filmposter eines Horrorfilms[21]

MTV Movie & TV Awards 2019
- Nominierung für die Angsteinflößendste Leistung (Rhian Rees)[22]

Saturn-Award-Verleihung 2019
- Auszeichnung als Beste Hauptdarstellerin (Jamie Lee Curtis)
- Nominierung als Bester Horrorfilm[23]

## Fortsetzungen
Im Juli 2019 wurde bekannt, dass sich zwei Fortsetzungen in Produktion befinden würden. Halloween Kills wurde schlussendlich im Oktober 2021 veröffentlicht, Halloween Ends folgte im Oktober 2022 in den US-amerikanischen und deutschen Kinos.